# シオン教会 (ドレスデン)

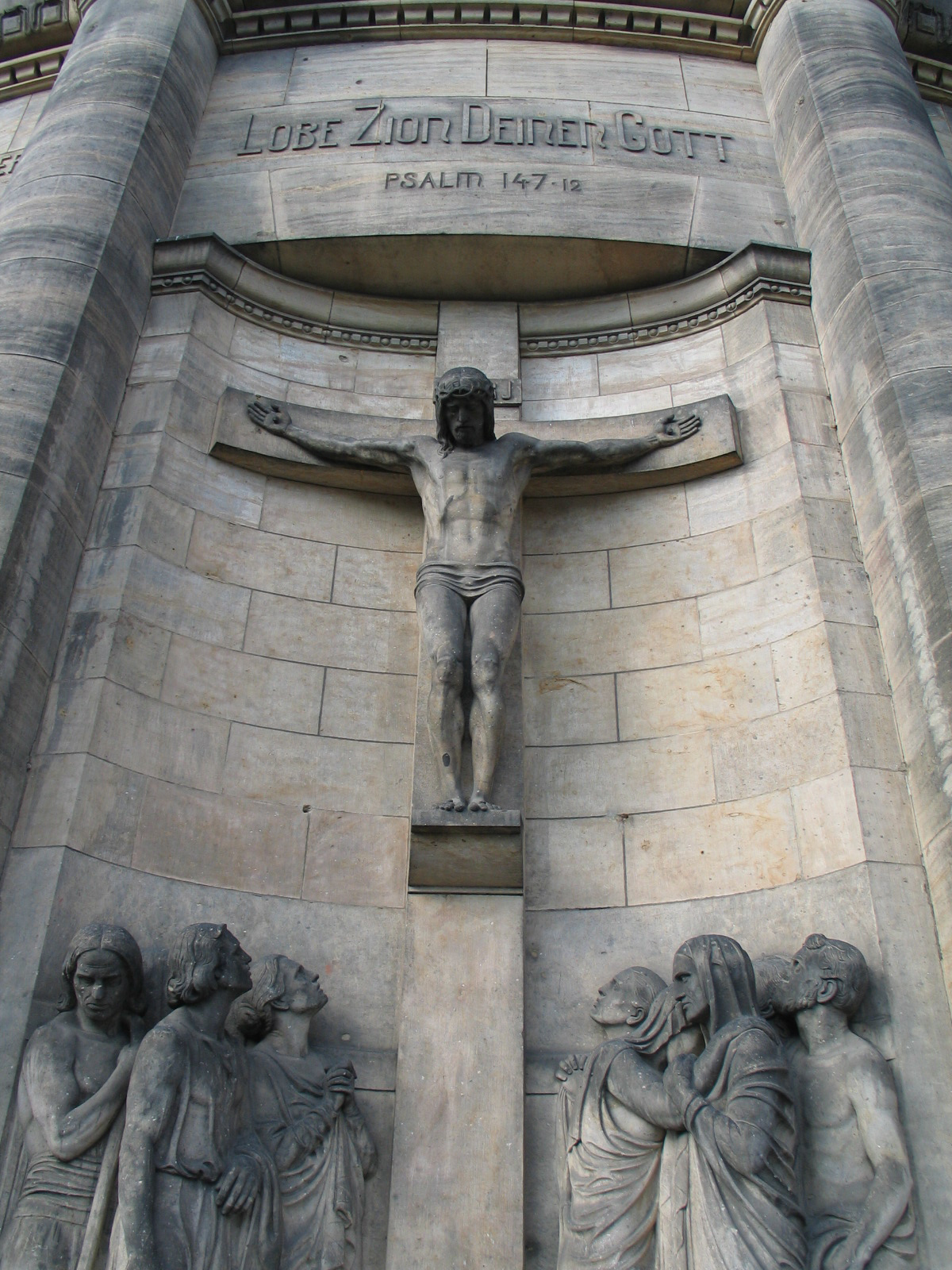
旧シオン教会のディテール:シオンよ、あなたの神を誉めたたえよ(詩編147,12)

シオン教会 (ドイツ語:  Zionskirche) はザクセン州 ドレスデン南郊地区にあるルター派福音主義教会である。シオン教会共同体がここでルター派礼拝をおこなっている。最初に建てられた会堂は空襲で破壊され廃墟になり、旧シオン教会と呼ばれている。戦後、別の敷地に再建された会堂は新シオン教会と呼ばれている。なお、ドレスデンには同じシオン教会という名称を持つ福音メソディスト教会も存在している。

## 旧シオン教会Alte Zionskirche

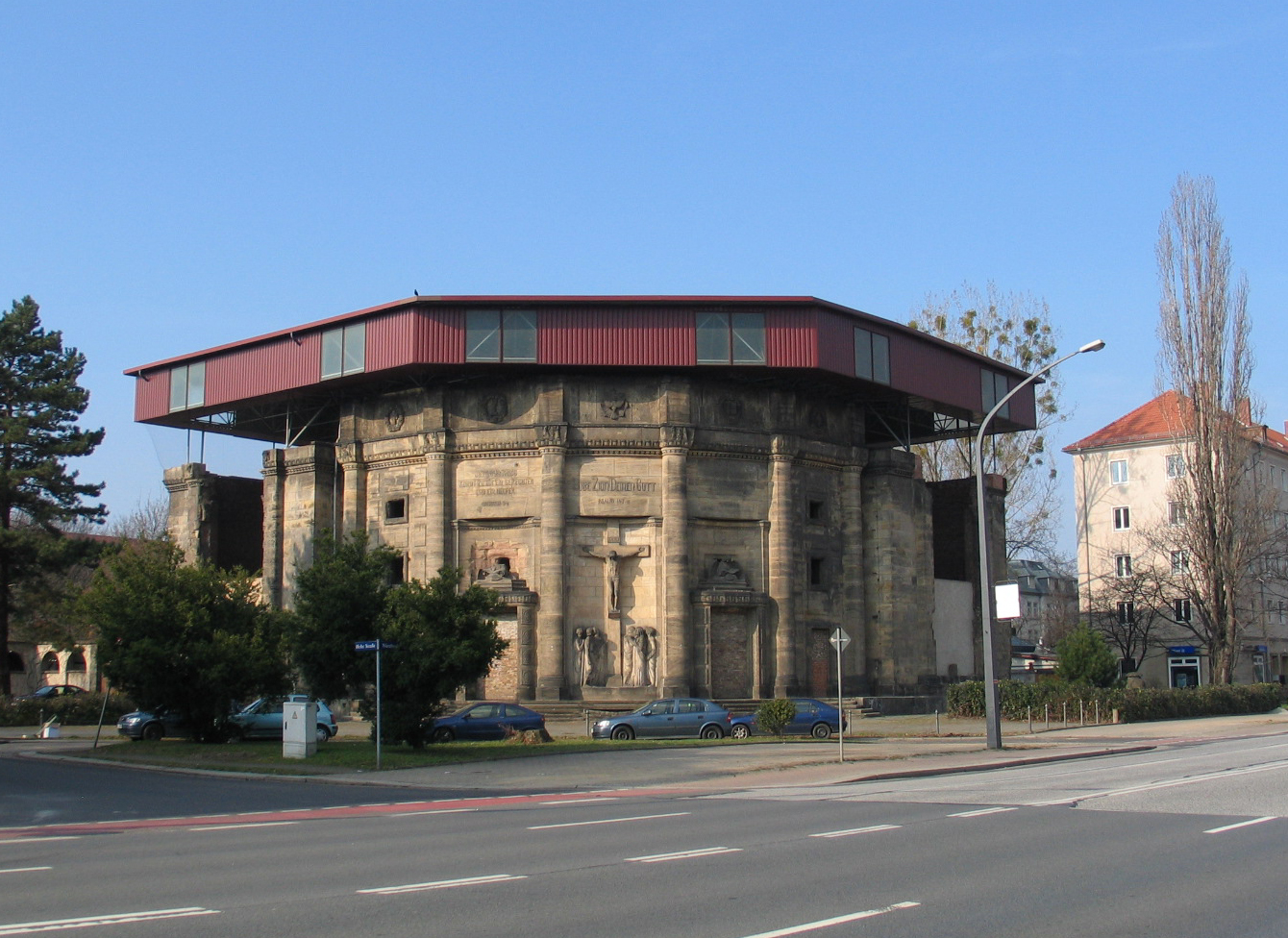
シオン教会(ドレスデン爆撃で破壊され廃墟になり、旧シオン教会と呼ばれている)

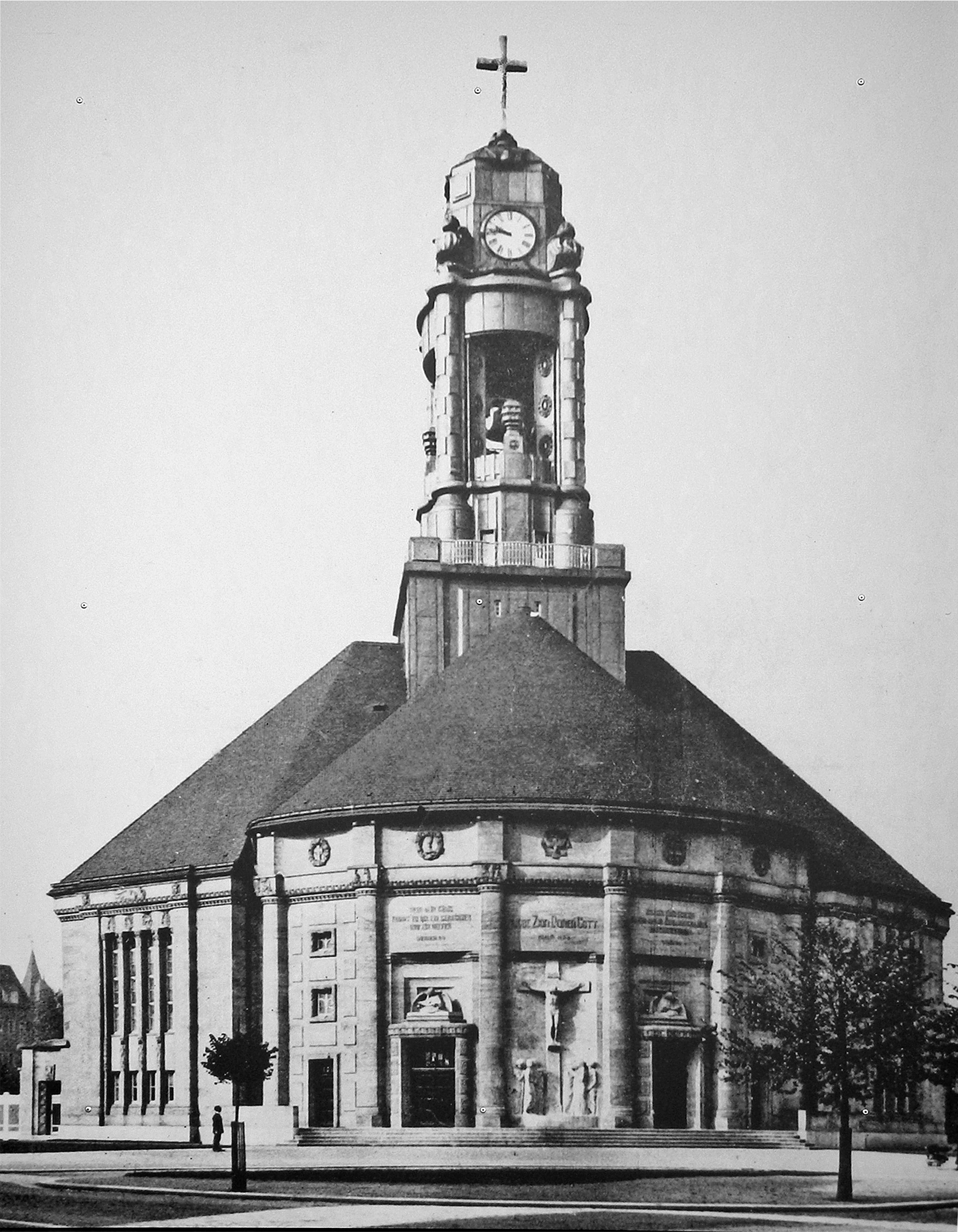
完成時のシオン教会

ドレスデン市ツビカウ通りに機械製造工場を持っていたローマ・カトリック教会信徒の資本家ヨハン・ハムペルの遺言によって、1896年に750.000マルクという資産がドレスデン市に贈与された。その遺言には5年間でドレスデン南郊地区に福音主義教会を建設し、妻と一緒にそこに埋葬するようにという条件が含まれていた。その2番目の条件は法律によって許可されないため、ハンペルの意志を生かすために解決策を見つける必要に迫られた。1901年11月5日、遺言にあった5年間という期限を守るために、ドレスデン市内のニュルベルガー通りに教会建設のための礎石が据えられ、世間一般の言い方ではハンペル教会と呼ばれた。少し後で木造の仮会堂が建設された。
ドレスデン市当局は教会建築コンペをおこない、最終的にはシリング&グレーブナー設計事務所に教会建設を依頼した。約1050の座席を持つユーゲント・シュティール建築だったが、集中式建築の様式に変更された。その結果、当時において珍しい存在になり、多方面から注目される教会堂になった。説教壇は教会堂の中軸に置かれ、階上席は扇状に上がっていく構造になり、アンフィテアトルムのように設計された。この教会のために、彫刻家ゼルマー・ヴェルナーは「磔刑のイエス・キリストと使徒たち」像を作り、ファサードに置かれることになった。
1908年7月27日、教会堂の建設が開始され、1912年9月29日に教会の献堂式をおこなった。献堂式は地区長の司式によって執り行われた。
シオン教会の教会堂に設置されたパイプオルガンはザクセン州では初めてエレクトリック・アクション機構を持ち、ドレスデンの著名なイェームリヒ・オルガン工房GmbH(有限会社)で作られた。
その間にシオン教会共同体が形成された。共同体を構成する教会員の大部分の5619人は同じドレスデン南郊地区にあるルーカス教会 (ドレスデン)から転籍して来ており、同じく800人が復活教会 (ドレスデン)から、80人がアンネン教会 (ドレスデン)から転籍した。初代牧師はテオドール・ドローザ、その後任はヘルベルト・ベーメ(1933年にマイセン地区長に就任)とリンガルフ・ジギスムント牧師であった。後任の二人の牧師たちは国家社会主義に敵対し、親ナチスのドイツ的キリスト者運動にも加わらなかった。1933年12月7日、牧師緊急同盟に属するザクセン州の牧師たちがこのシオン教会に集まり、この州教会の告白教会が結成された。
1945年2月におけるドレスデン空襲に際して、沢山の爆弾が教会堂に命中し、周壁まで炎上した。後に戦災を受けた教会堂は仮屋根で保全された。シオン教会共同体は廃墟になった旧会堂の横に建てたバラックに入った。
新シオン教会建設用地と引き換えに、ドレスデン市は旧シオン教会廃墟を受け取り、その建物は1966年以降、空襲による破断石碑の収蔵庫として使われた。1985年に旧シオン教会廃墟は中央破断石碑収蔵庫として約7000の石碑断片を収蔵するまでになった。1994年から1996年までシオン教会は新たな防水屋根を整備した。

## 新シオン教会Neue Zionskirche

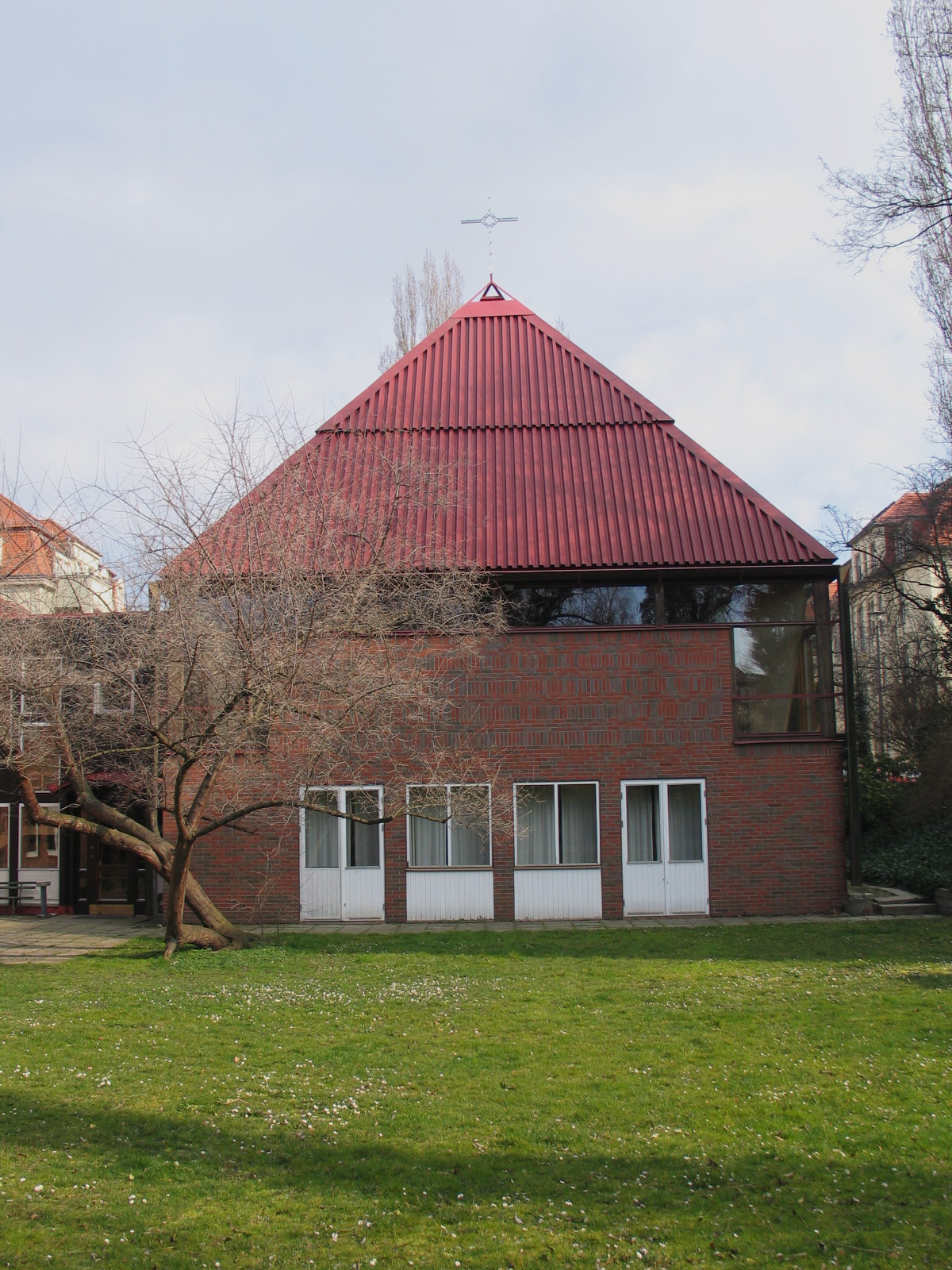
新シオン教会

1965年にザクセン福音ルター派州教会のゴットフリート・ノート監督は60歳の誕生日を迎えたことを感謝して、ルター派世界連盟に向けて教会を建設すると約束した。彼自身がその場所を決定した後、ルター派世界連盟加盟教会であるスウェーデン国教会が理解を示し、その構想を実現することになった。この構想に対して様々な攻撃や妨害がおこなわれたが、最終的にはドレスデンに新シオン教会が建設されることになった。
1981年6月5日、新シオン教会(バイロイト通り28)のための礎石が置かれた。スウェーデン製材料を用いたスウェーデン人による建設作業、ドレスデン側の協力者と少数の建築専門家の働きを得て、この教会はスウェーデン人の現場監督イェリク・グランドムの指揮下約8000時間で建設された
1982年10月31日、ザクセン福音ルター派州教会ヨハネス・ヘンペル監督とスウェーデン国教会スカーラ教区のヘルゲ・ブラットガルト監督、シオン教会共同体ミヒャエル・カーニッヒ牧師によって献堂式がおこなわれた。
10メートルの高さを持つ集成材構造の教会堂が共同体用地の中心に建てられた。この教会堂には教会員のために120席が用意されている。祭壇、朗読台、椅子が円形になっている。